# بیومانیتورینگ
بیومانیتورینگ یا زیست‌پایش در شیمی تجزیه، اندازه‌گیری بار بدن ترکیبات شیمیایی سمی، عناصر یا متابولیت‌های آنها در مواد بیولوژیکی است. اغلب، این اندازه‌گیری‌ها در خون و ادرار انجام می‌شود.
دو برنامه برتر زیست سنجی که در نمونه‌های نماینده کل جمعیت مستقر شده‌اند، بهترین برنامه‌های ایالات متحده و آلمان هستند، اگرچه برنامه‌های مبتنی بر جمعیت در چند کشور دیگر وجود دارد. در سال ۲۰۰۱، مراکز کنترل و پیشگیری از بیماریهای ایالات متحده (CDC) شروع به انتشار گزارش دوسالانه ملی خود کرد که در مورد قرار گرفتن انسان در برابر مواد شیمیایی محیطی، که یک نمونه آماری نماینده از جمعیت ایالات متحده را گزارش می‌کند.

## تعریف
نظارت بر آلودگی محیط زیست شامل استفاده از ارگانیسم‌ها برای ارزیابی آلودگی‌های محیطی مانند هوای اطراف هوا یا آب است. می‌توان با مشاهده تغییرات موجود در ارگانیسم، یا پژوهش کمی با اندازه‌گیری تجمع مواد شیمیایی در بافت‌های ارگانیسم، به صورت کیفی انجام داد. با مشاهده یا اندازه‌گیری تأثیرات محیط بر موجودات ساکن آن، آلودگی ممکن است مشکوک یا استنباط شود.

## روش‌ها و مواد شیمیایی
برخی از مواد شیمیایی کشف شده عبارتند از:
- متیل مرکوری
- سرب[۷]
- سیاره تیر
- افلاتوکسین
- آنتیموان
- آرسنیک
- بنزن
- بنزیدین
- برموکلرومتان
- کادمیوم
- کبالت
- فرمالدئید
- پرکلرات
- آلاینده‌های آلی دیرپا
  - دیوکسین‌ها
  - فوران
  - ترکیبات آلی کلر آفت کش‌ها
    - DDT و DDE

  - ترکیبات پرفلوره
- بیسفنول A (BPA)
- اترهای دیفنیل پلیمری (PBDE)
- بی فنیل‌های پلیمری (PBB)
- بیفنیل پلی‌کلر شده (PCB)
- فتالات
- پیرتروئیدها
- پیرترین
- اکسی بنزون (بنزوفنون-۳)
- استایرن
- تولوئن
- تالیم
- تری کلر اتیلن
- تریکوزان
- تنگستن
- وینیل کلرید